# (26308) 1998 SM165
(26308) 1998 SM165, também escrito como (26308) 1998 SM165, é um objeto transnetuniano que está localizado no Cinturão de Kuiper, uma região do Sistema Solar. Este corpo celeste é classificado como um twotino, pois, o mesmo está em uma ressonância orbital de 1:2 com o planeta Netuno. Ele possui uma magnitude absoluta de 5,8 e tem um diâmetro com cerca de 287 km. O astrônomo Mike Brown lista este objeto em sua página na internet como um candidato a possível planeta anão. Este objeto é um sistema binário, o outro componente, o S/2001 (26308) 1, possui um diâmetro estimado em cerca de 96 km.

## Descoberta
(26308) 1998 SM165 foi descoberto no dia 16 de setembro de 1998 pelo astrônomo Nichole M. Danzl em Kitt Peak.

## Órbita
A órbita de (26308) 1998 SM165 tem uma excentricidade de 0,369 e possui um semieixo maior de 47,527 UA. O seu periélio leva o mesmo a uma distância de 29,902 UA em relação ao Sol e seu afélio a 29,993 UA.

## Satélite
(26308) 1998 SM165 possui um satélite natural, chamado de S/2001 (26308) 1. Ele possui um diâmetro de 96 ± 12 km e orbita o corpo primário a uma distância de 11 310 ± 110 km, levando 130,1 ± 1 dias para completar uma órbita.